# Campeonato Sanmarinense 1992-93
El Campeonato sanmarinense 1992-93 fue la octava edición del  Campeonato sanmarinense de fútbol. Tre Fiori  conquistó su segundo título al vencer por 2-0 al Domagnano en la final

## Equipos participantes
| Club      | Ciudad         |
| --------- | -------------- |
| Cailungo  | Borgo Maggiore |
| Domagnano | Domagnano      |
| Faetano   | Faetano        |
| Juvenes   | Serravalle     |
| Libertas  | Borgo Maggiore |
| Montevito | Fiorentino     |
| Murata    | San Marino     |
| Tre Fiori | Fiorentino     |
| Tre Penne | Serravalle     |
| Virtus    | Acquaviva      |

#### Ascensos y descensos
| Pos. | Descendidos de Campeonato 1991-92 |
| ---- | --------------------------------- |
| 9.º  | Cosmos                            |
| 10.º | Folgore/Falciano                  |

| Pos. | Ascendidos de Serie A2 1991-92 |
| ---- | ------------------------------ |
| 1.º  | Tre Penne                      |
| 2.º  | Virtus                         |

## Tabla de posiciones
|  |     | Equipo    | PTS | PJ | PG | PE | PP | GF | GC | DG  |
|  | --- | --------- | --- | -- | -- | -- | -- | -- | -- | --- |
|  | 1.  | Tre Fiori | 26  | 18 | 11 | 4  | 3  | 35 | 11 | 24  |
|  | 2.  | Domagnano | 24  | 18 | 9  | 6  | 3  | 23 | 13 | 10  |
|  | 3.  | Cailungo  | 22  | 18 | 8  | 6  | 4  | 27 | 21 | 6   |
|  | 4.  | Libertas  | 22  | 18 | 9  | 4  | 5  | 42 | 24 | 18  |
|  | 5.  | Faetano   | 20  | 18 | 8  | 4  | 6  | 22 | 17 | 5   |
|  | 6.  | Montevito | 19  | 18 | 6  | 7  | 5  | 25 | 26 | -1  |
|  | 7.  | Murata    | 16  | 18 | 3  | 10 | 5  | 13 | 24 | -11 |
|  | 8.  | Juvenes   | 13  | 18 | 5  | 3  | 10 | 22 | 13 | 9   |
|  | 9.  | Tre Penne | 10  | 18 | 3  | 4  | 11 | 27 | 41 | -14 |
|  | 10. | Virtus    | 8   | 18 | 2  | 4  | 12 | 16 | 49 | -33 |

|  | Clasificación a Play-Offs     |
|  | Descienden a Serie A2 1993-94 |

## Play-offs

#### Primera ronda
|}

#### Segunda ronda
| Equipo 1         | Resultado    | Equipo 2 |
| ---------------- | ------------ | -------- |
| Domagnano        | 5–1          | Cailungo |
| Folgore/Falciano | 6–6 (4:3 p.) | Libertas |

|}

#### Tercera ronda
| Equipo 1         | Resultado    | Equipo 2  |
| ---------------- | ------------ | --------- |
| Libertas         | 2–2 (3:2 p.) | Cailungo  |
| Folgore/Falciano | 2–1          | Domagnano |

|}

#### Semifinal
| Equipo 1  | Resultado | Equipo 2         |
| --------- | --------- | ---------------- |
| Domagnano | 2–0       | Libertas         |
| Tre Fiori | 3–0       | Folgore/Falciano |

|}

#### Final
| Equipo 1         | Resultado | Equipo 2  |
| ---------------- | --------- | --------- |
| Folgore/Falciano | 1–2       | Domagnano |

|}

| Equipo 1  | Resultado | Equipo 2  |
| --------- | --------- | --------- |
| Tre Fiori | 2–0       | Domagnano |

| Campeón             |
|                     |
| Tre Fiori 2° título |